# Dorsai andermaal
Dorsai andermaal (Engels: Dorsai!) is een sciencefictionroman uit 1960 van de Canadees-Amerikaanse schrijver Gordon R. Dickson.
Het boek maakt deel uit van de Childe Cycle-serie, soms ook wel de Dorsai-serie genoemd. Het werd als eerste boek in de cyclus geschreven, latere boeken speelden zich chronologisch voor of achter dit boek af. Dorsai! verscheen oorspronkelijk vanaf mei 1959 als serie in het sf-tijdschrift Astounding Science Fiction. Een kortere versie werd in 1960 als paperback gepubliceerd door Ace Books onder de titel The Genetic General. Een uitgebreidere versie werd in 1976 onder zijn oorspronkelijke titel gepubliceerd door DAW Books. Het boek werd in 1960 genomineerd voor de Hugo Award voor beste roman.

## Verhaal
Donal Graeme is een Dorsai-soldaat, een genetisch gemodificeerde supersoldaat. De Dorsai worden aanzien als de beste huursoldaten in het heelal. Onder leiding van Donal wil de kosmische krijgsmacht de van elkaar vervreemde bewoners van de nieuwe werelden opnieuw verenigen tot een volk.